# Valeria Solovieva
 (octobre 2023).
Si vous disposez d'ouvrages ou d'articles de référence ou si vous connaissez des sites web de qualité traitant du thème abordé ici, merci de compléter l'article en donnant les références utiles à sa vérifiabilité et en les liant à la section « Notes et références ».
Valeria Solovieva, née le 3 novembre 1992 à Saratov, est une joueuse de tennis russe, professionnelle de 2010 à 2018. Depuis 2019 elle travaille comme entraineur.
C'est en double qu'elle a obtenu ses meilleurs résultats, avec notamment deux titres sur le circuit WTA, et précédemment l'US Open junior en 2009.

## Palmarès

### Titres en double dames
| No | Date       | Nom et lieu du tournoi                | Catégorie | Dotation  | Surface      | Partenaire      | Finalistes                        | Score             |          |
| -- | ---------- | ------------------------------------- | --------- | --------- | ------------ | --------------- | --------------------------------- | ----------------- | -------- |
| 1  | 23-07-2012 | Baku Cup Bakou                        | Intern'l  | 220 000 $ | Dur (ext.)   | Irina Buryachok | Eva Birnerová Alberta Brianti     | 6-3, 6-2          | Parcours |
| 2  | 10-06-2013 | Nürnberger Versicherungscup Nuremberg | Intern'l  | 235 000 $ | Terre (ext.) | Raluca Olaru    | Anna-Lena Grönefeld Květa Peschke | 2-6, 7-63, [11-9] | Parcours |

### Finales en double dames
| No | Date       | Nom et lieu du tournoi         | Catégorie | Dotation  | Surface      | Vainqueures                              | Partenaire      | Score    |          |
| -- | ---------- | ------------------------------ | --------- | --------- | ------------ | ---------------------------------------- | --------------- | -------- | -------- |
| 1  | 31-12-2012 | Longgang Gemdale Open Shenzhen | Intern'l  | 500 000 $ | Dur (ext.)   | Chan Hao-ching Chan Yung-jan             | Irina Buryachok | 6-0, 7-5 | Parcours |
| 2  | 08-04-2013 | Katowice Open Katowice         | Intern'l  | 235 000 $ | Terre (int.) | Lara Arruabarrena Lourdes Domínguez Lino | Raluca Olaru    | 6-4, 7-5 | Parcours |
| 3  | 28-04-2014 | Portugal Open Oeiras           | Intern'l  | 250 000 $ | Terre (ext.) | Cara Black Sania Mirza                   | Eva Hrdinová    | 6-4, 6-3 | Parcours |

## Parcours en Grand Chelem

### En simple
N'a jamais participé à un tableau final.

### En double dames
| Année | Open d'Australie             | Open d'Australie         | Internationaux de France | Internationaux de France | Wimbledon                   | Wimbledon             | US Open | US Open |
| ----- | ---------------------------- | ------------------------ | ------------------------ | ------------------------ | --------------------------- | --------------------- | ------- | ------- |
| 2013  | —                            | —                        | 1er tour (1/32) A. Beck  | C. Garcia M. Johansson   | 1er tour (1/32) M. Zanevska | A. Barty C. Dellacqua | —       | —       |
| 2014  | 1er tour (1/32) E. Svitolina | E. Bouchard V. Dushevina | —                        | —                        | —                           | —                     | —       | —       |

N.B. : le nom de la partenaire se trouve sous le résultat ; le nom des ultimes adversaires se trouve à droite.

### En double mixte
N'a jamais participé à un tableau final.

## Parcours en «Premier Mandatory» et «Premier 5»
Découlant d'une réforme du circuit WTA inaugurée en 2009, les tournois WTA « Premier Mandatory » et « Premier 5 » constituent les catégories d'épreuves les plus prestigieuses, après les quatre levées du Grand Chelem.
| Année | Premier Mandatory | Premier Mandatory | Premier Mandatory | Premier Mandatory | Premier Mandatory | Premier Mandatory | Premier Mandatory | Premier Mandatory | Premier 5 | Premier 5                 | Premier 5    | Premier 5 | Premier 5 | Premier 5 | Premier 5 | Premier 5 | Premier 5  | Premier 5  | Premier 5 | Premier 5 | Premier 5 | Premier 5 |
| Année | Indian Wells      | Indian Wells      | Miami             | Miami             | Madrid            | Madrid            | Pékin             | Pékin             | Dubaï     | Dubaï                     | Doha         | Doha      | Rome      | Rome      | Canada    | Canada    | Cincinnati | Cincinnati | Tokyo     | Tokyo     | Wuhan     | Wuhan     |
| ----- | ----------------- | ----------------- | ----------------- | ----------------- | ----------------- | ----------------- | ----------------- | ----------------- | --------- | ------------------------- | ------------ | --------- | --------- | --------- | --------- | --------- | ---------- | ---------- | --------- | --------- | --------- | --------- |
| 2013  |                   |                   |                   |                   |                   |                   |                   |                   |           |                           |              |           |           |           |           |           |            |            |           |           |           |           |
| —     | —                 | —                 | —                 | —                 | —                 | —                 | —                 |                   |           | 1er tour (1/16) Buryachok | Jurak Marosi | —         | —         | —         | —         | —         | —          | —          | —         |           |           |           |

N.B. : le nom de la partenaire se trouve sous le résultat ; le nom des ultimes adversaires se trouve à droite.

## Parcours en Fed Cup
| #                                                              | Date       | Lieu   | Surface      | Gagnante(s)                     | Perdante(s)                         | Score    |          |
|                                                                |            |        |              |                                 |                                     |          |          |
| 2014 - 1er tour (groupe mondial) - Australie - Russie - 4 : 0  |            |        |              |                                 |                                     |          |          |
| 1                                                              | 08/02/2014 | Hobart | Dur (ext.)   | Ashleigh Barty Casey Dellacqua  | Irina Khromacheva Valeria Solovieva | 6-1, 6-3 | Parcours |
|                                                                |            |        |              |                                 |                                     |          |          |
| 2014 - Barrage (groupe mondial I) - Russie - Argentine - 4 : 0 |            |        |              |                                 |                                     |          |          |
| 2                                                              | 19/04/2014 | Sotchi | Terre (int.) | Valeria Solovieva Elena Vesnina | V. Bosio Nadia Podoroska            | 6-2, 6-1 | Parcours |

## Classements WTA en fin de saison
| Année          | 2010 | 2011 | 2012 | 2013 | 2014 | 2015 | 2016 | 2017 | 2018 |
| Rang en simple | 347  | 285  | 182  | 254  | 330  | -    | 239  | 505  | 497  |
| Rang en double | 405  | 291  | 113  | 78   | 102  | 316  | 213  | 561  | 341  |

source : (en) Classements de Valeria Solovieva sur le site officiel de la Fédération internationale de tennis